# Ignáth Gyula
Ignáth Gyula (Misztótfalu, 1906 – ?) magyar színész, operaénekes.

## Életpályája
1930-ban végezte el az Országos Színészegyesület színiiskoláját, ezután magánúton énektanulmányokat folytatott. Operaénekesnek készült, tanárai a jövő Venczell Béláját látták benne. 1940–1941 között Kardoss Géza szegedi társulatának tagja volt, 1941–1942 között a Fővárosi Operettszínházban szerepelt. 1942 nyarán fellépett a Margitszigeti Szabadtéri Színpadon. 1945-ben elhagyta az országot, Münchenben telepedett le.
Később áttért a magyarnóta-éneklésre.

## Szerepei
- Giuseppe Verdi: Rigoletto – Sparafucile
- George S. Kaufman: A királyi család – Gunga
- Emőd Tamás: Két lány az utcán – Sétáló férfi
- Johann Strauss: Bécsi keringő – Marcati Paolo gróf

## Filmjei
- Keresztúton (1942)
- Szerető fia, Péter (1942)
- Házassággal kezdődik (1942–1943)
- A látszat csal (1944)
- Vihar után (1944)